# Otto Fauser
Otto Fauser (* 7. Mai 1875 in Stuttgart; † 10. Juli 1962 in Ellwangen) war ein deutscher Ingenieur.
Fauser kam als Sohn eines Gymnasialprofessor zur Welt. Nach dem Abitur studierte er an der Technischen Hochschule in Stuttgart und legte beide Staatsprüfungen mit Auszeichnung ab. 1904 trat er als Regierungsbaumeister in den Dienst der württembergischen Staatsverwaltung.
Mit seinen Schriften Meliorationen (1913) und Aktuelle Probleme der Kulturtechnik (1927) sowie mehreren Zeitschriftenaufsätzen war er einer jener Autoren, die die wissenschaftliche Vertiefung der Kulturtechnik betrieben.

## Ehrungen
- 1952: Verdienstkreuz (Steckkreuz) der Bundesrepublik Deutschland